# 13118 Ла Гарп
13118 Ла Гарп (13118 La Harpe) — астероїд головного поясу, відкритий 20 жовтня 1993 року.
Тіссеранів параметр щодо Юпітера — 3,222.